# ريوسيه ايتو
ريوسيه ايتو (باليابانية: 伊東 稜晟) (مواليد 26 أبريل 2001) هو لاعب كرة قدم ياباني.

## وصلات خارجية
- ريوسيه ايتو على موقع رابطة كرة القدم اليابانية للمحترفين (اليابانية)
- ريوسيه ايتو على موقع قاعدة بيانات كرة القدم.إي يو (الإنجليزية)
- ريوسيه ايتو على موقع Soccerway.com (الإنجليزية)
- ريوسيه ايتو على موقع عالم كرة القدم.نت (الإنجليزية)